# 5561 Іґуті
5561 Іґуті (5561 Iguchi) — астероїд головного поясу, відкритий 17 серпня 1991 року.
Тіссеранів параметр щодо Юпітера — 3,655.